# دهستان شینگخار
دهستان شینگخار (به لاتین: Shingkhar Gewog) یک دهستان در کشور بوتان است که در ناحیهٔ ژهمگانگ واقع شده‌است.